# Organización territorial de Costa de Marfil

Distritos de Costa de Marfil.

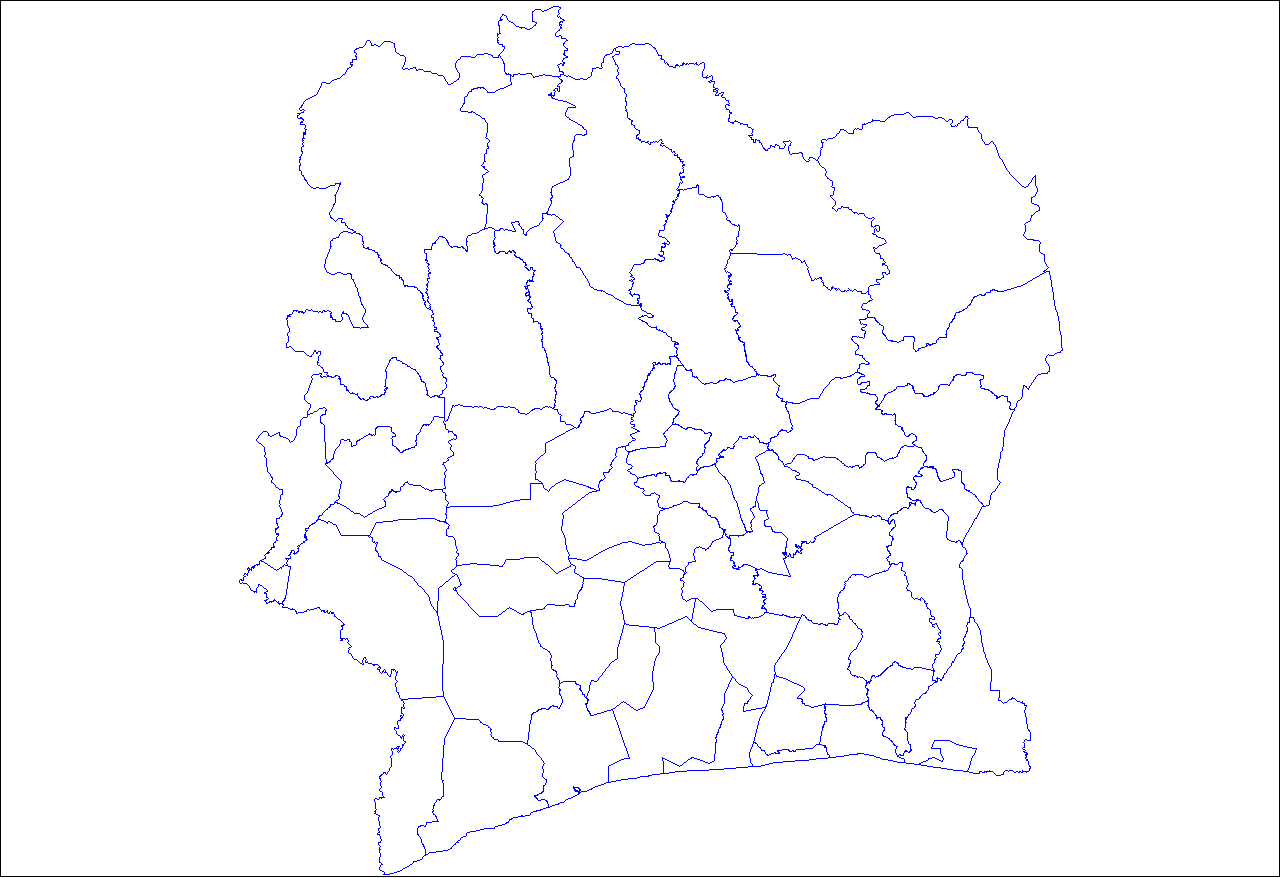
Departamentos de Costa de Marfil.

Las subdivisiones de Costa de Marfil tienen tres niveles de gobierno. Desde 2011, Costa de Marfil se divide en catorce distritos de los cuales dos son autónomos, que se subdividen en 31 regiones y estos a su vez en departamentos.

## Distritos
Costa de Marfil consta de 14 distritos, subdivididos en regiones.
Antes de la reorganización de 2011, el país estaba dividido en regiones, que se encontraban subdivididos en departamentos y estos en prefecturas. El número de prefecturas era de 108 en 1967, 127 en 1972, 162 en 1977, 183 en 1993, 258 en 2004, y 393 en 2008. Cuando los departamentos se escindían de otros, sus divisiones casi siempre preservaba las prefecturas intactas.

## Regiones
Las regiones de Costa de Marfil son el segundo nivel administrativo del país. En la actualidad consta de 31 regiones.

## Departamentos
El tercer nivel de subdivisión de Costa de Marfil, con un total de 108 departamentos.